# Lionel Lee
Pour les articles homonymes, voir Lee.
 Lionel Lee (1917-1944)  fut, pendant la Seconde Guerre mondiale, un agent du service secret britannique Special Operations Executive.

## Identités
- État civil : Lionel Lee
- Comme agent du SOE :
  - Nom de guerre (field name) : « Thibaud »
  - Nom de code opérationnel : MECHANIC (en français MÉCANICIEN)
  - Nom de code du Plan, pour la centrale radio : DAKS
  - Fausse identité : Jacques Lionel Hériat

Parcours militaire :
- Royal Armoured Corps,
- SOE, section F ; grade : captain ; matricule : 235209.

Pour accéder à une photographie de Lionel Lee, se reporter au paragraphe  Sources et liens externes en fin d’article.

## Famille
- Ses parents : Levy et Mrs Lee
- Sa femme : Lilian B. Lee, Chiswick, Londres.

## Éléments biographiques
Lionel Lee naît le 24 juin 1917, à Londres.
Il effectue brillamment une première mission en Corse, jusqu'à sa libération, fin 1943. Cela lui vaut la Military Cross.
Mission SOE
Définition de la mission : il est envoyé en France comme opérateur radio de France Antelme « Maurice », chef du réseau BRICKLAYER, qui en est à sa troisième mission, avec Madeleine Damerment comme courrier. Son nom de guerre est « Thibaud ».
Le 28 février 1944, tous les trois décollent du terrain de Tempsford. Le 29, tôt le matin, ils sont parachutés dans un champ près du village de Sainville (Eure-et-Loir), à 50 km à l’est de Chartres. Mais c’est la Gestapo qui les accueille. Ils sont arrêtés à leur atterrissage.
Lionel Lee est exécuté le 14 septembre 1944 à Gross-Rosen.

## Reconnaissance

### Distinctions
- Royaume-Uni : Military Cross,
- France : Croix de guerre 1939-1945 avec palme.

### Monuments
- En tant que l'un des 104 agents du SOE section F morts pour la France, Lionel Lee est honoré au mémorial de Valençay (Indre).
- Brookwood Memorial, Surrey, panneau 1, colonne 2.
- Au mémorial du camp de concentration de Gross-Rosen, situé près de Rogoźnica (Pologne), une plaque honore la mémoire des dix-neuf agents de la section F qui y ont été exécutés en août-septembre 1944, dont Lionel Lee. Réalisée en granit local, en provenance d'une carrière où devaient travailler les détenus, elle a été élevée sur l'initiative du Holdsworth Trust.